# Justus Gesenius

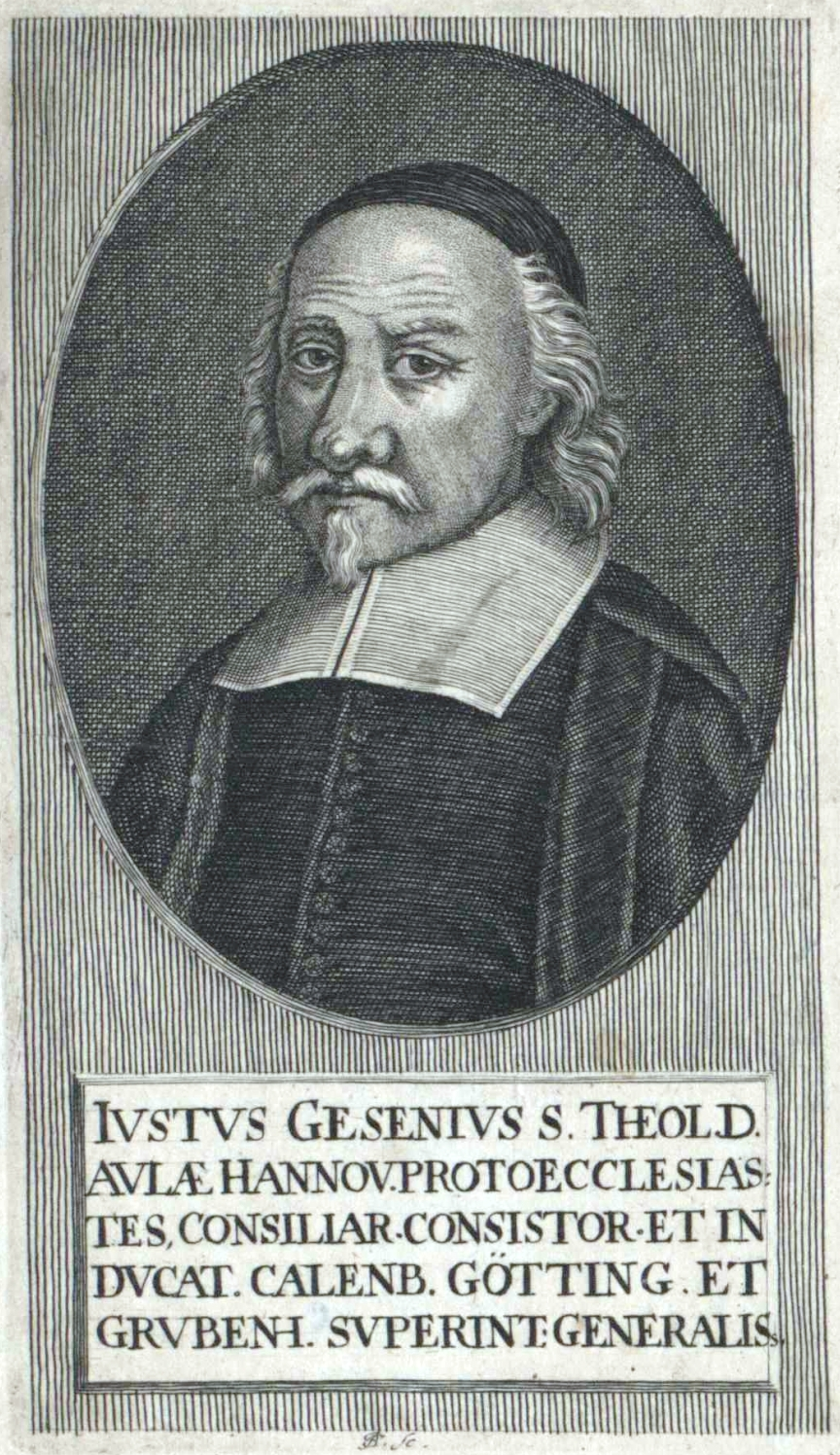
Portret van Justus Gesenius

Justus Gesenius (Esbeck bij Elze, 6 juli 1601 – Hannover, 18 september 1673) was een Duits protestants-christelijk theoloog en kerklieddichter.
Justus Gesenius was de zoon van een evangelisch-lutherse dominee. Van 1618 tot 1628 studeerde hij, eerst onder Georgius Calixtus te Helmstedt en later te Jena theologie.
Gesenius bekleedde daarna in het Vorstendom Brunswijk-Wolfenbüttel hoge geestelijke ambten, en was in 1647 betrokken bij de invoering van de algemene leerplicht in dit vorstendom, dat daarmee op vele andere landen in West-Europa vóórliep.
Justus Gesenius publiceerde in 1646 samen met David Denicke een liedbundel, die voor de thuisdevotie bestemd was, het Neu ordentlich Gesangbuch. Deze bundel diende als basis voor het in 1659 verschenen Hannoversche Gesangbuch. Tegenwoordig worden nog steeds liederen uit het Hannoversche Gesangbuch gezongen. Enkele werden, vertaald en bewerkt voor de Nederlandse taal, ook in Nederlandse, met name protestantse, kerkliedboeken opgenomen; een klein aantal liederen in het Nederlandse Liedboek voor de Kerken, in 2013 vervangen door het meer oecumenische Liedboek - zingen en bidden in huis en kerk,  gaat voor wat betreft tekst of melodie geheel of ten dele terug op het Gesangbuch van 1646. 
Naar Justus Gesenius  zijn straten in Elze en in een buitenwijk van de stad Hannover genoemd.
Justus Gesenius moet niet worden verward met Wilhelm Gesenius, eveneens een Duits evangelisch-luthers theoloog uit de late 18e en de 19e eeuw.